# Сербське князівство
Сербське князівство (серб. Књажевство Српско, Кнежевина Србија) — напівнезалежна держава на Балканах, що виникла внаслідок сербської революції, яка тривала у 1804-17 роках. Її утворення спершу було узгоджено усною домовленістю між лідером Другого сербського повстання Милошем Обреновичем та турецьким урядовцем Марашлі Пашею. Згодом статус князівства було закріплено низкою документів, опублікованих в Османській імперії в 1828, 1829 і 1830 роках. 1867 року турецькі війська покинули територію князівства і 1878 року його незалежність було визнано на міжнародному рівні Берлінським договором. 1882 року країна підвищила свій статус до королівства.

## Історія
Спочатку держава займала територію колишнього Белградського пашалика, але в 1831—1833, воно розширило свої межі на захід, схід і південь. У 1829, відбувається визнання турками автономії Сербії. У 1867, османські війська залишають територію князівства. У 1869, нова конституція визначала Сербію як незалежну державу. У 1878 Сербське князівство ще розширює свої кордони на південний схід, в тому ж році проходить Берлінський конгрес, гарантуючий повну незалежність Сербії від Османської імперії і повне визнання з боку інших держав. У 1882 Сербське князівство проголошується Королівством Сербія.

## Управління
Держава управлялося династією Обреновичів.
- Милош Обренович 1815—1839
- Михайло Обренович 1839—1842

У 1842-му Обреновичі були вигнані з країни. Князем було проголошено Олександра Карагеоргієвича. У 1858 — відновлені на сербському престолі.
- Милош Обренович 1858—1860 (вдруге)
- Михайло III Обренович 1860—1868 (вдруге)
- Милан IV Обренович 1868—1882 він же, як король Сербії

## Галерея

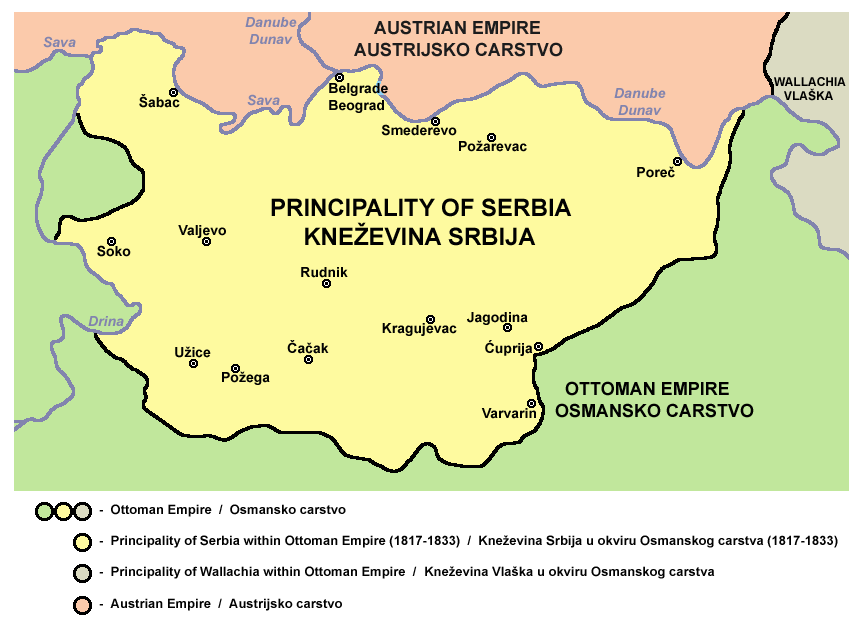
Сербське князівство у 1817 році
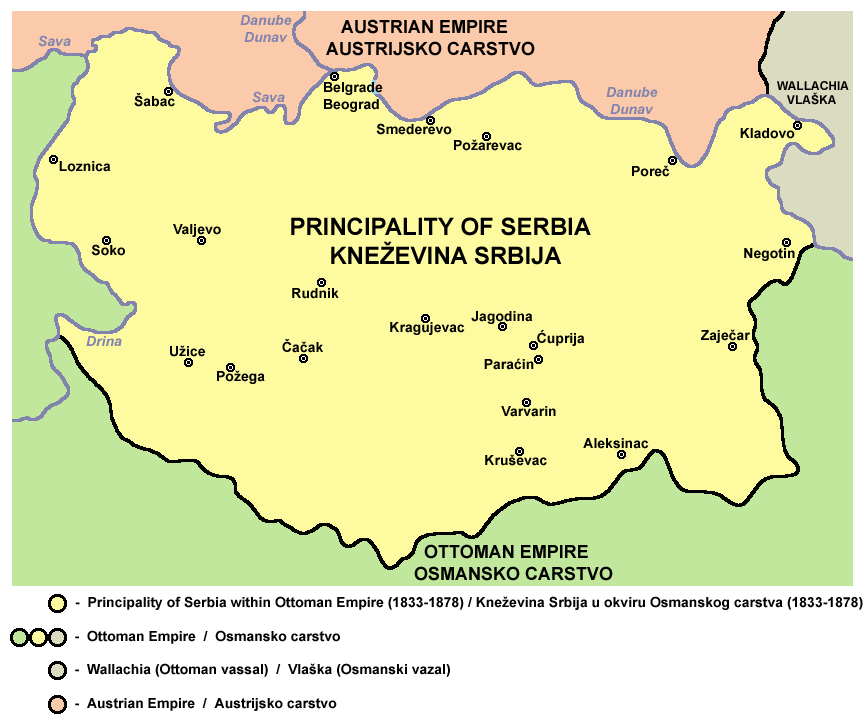
Сербське князівство  у 1833 році